# Heinrich Julius Scheurl
Heinrich Julius Scheurl (* 19. Januar 1600 in Helmstedt; † 13. Dezember 1651 in Helmstedt) war ein deutscher Moralphilosoph.

## Leben
Der Sohn des Helmstedter Professors für Theologie und Generalsuperintendenten Lorenz Scheurl (1558–1613) und dessen Frau Magdalena, Tochter des Professors der Theologie und Kanzlers an der Universität Tübingen Jacob Beurlin, hatte die Patrikularschule seiner Heimatstadt besucht und Unterricht von Privatlehrern erhalten. 1616 besuchte er die Schule des Klosters Mariental und bezog anschließend 1619 die Universität Helmstedt. 1624 wurde er dort Magister der Philosophie, setzte seine Studien an der Universität Leipzig fort, wurde zum Assessor des Nationalrats dort gewählt und wurde von Herzog Friedrich Ulrich von Braunschweig-Lüneburg 1628 als Professor der Ethik an die Universität Helmstedt berufen, was er bis zu seinem Lebensende blieb.
Aus seiner Ende Januar 1629 geschlossenen Ehe mit Anna Maria, der Tochter des Leipziger Handelsmannes Gerhard Grosse, sind drei Söhne und eine Tochter hervorgegangen. Nur ein Sohn überlebte den Vater.

## Werke
- Bibliographia moralis. Helmstedt 1648, 1686. (Online)
- Dissertationum politicarum decas. Wachsmann, Helmstedt 1628.
- Statua Mercurii ad optimos quosque scriptores Latinos, & fructus ex iis uberrimos certissimam viam demonstrans. Müller, Helmstedt 1670. (Digitalisat)
- Descriptionem Bibliothecae Augustae Guelferbytanae.
- Philosophia Moralis Aliquot Dissertationibus explicata. Müller, Helmstedt 1642. (Digitalisat)
- Epitome Theologiae Naturalis. Buno, Wolfenbüttel 1650. (Digitalisat)
- Exercitatio Academica De Divitiis Deque Inventione Et Usu Numi. Müller, Helmstedt 1649. (Digitalisat)
- Dissertatio Politica De Communissimis Respublicas Mutantibus Seu Corrumpentibus Causis. Müller, Helmstedt, 1640. (Digitalisat)
- Disputatio Politica De Educatione Et Institutione Iuventutis. Lucius, Helmstedt 1637. (Digitalisat)
- Disputatio Moralis De Iustitia Et Iure. Müller, Helmstedt 1646. (Digitalisat)